# Mistrovství světa v cyklokrosu 2018
Mistrovství světa v cyklokrosu 2018 bylo 69. cyklokrosovým šampionátem v pořadí. Konalo se ve dnech 3. a 4. ledna 2018 v nizozemském městě Valkenburg.

## Přehled medailistů
| Muži      |                     |            |                                  |          |                            |          |
| Kategorie | Zlato               | Čas        | Stříbro                          | Čas      | Bronz                      | Čas      |
| Elite     | Wout van Aert (BEL) | 1h 09' 00" | Michael Vanthourenhout (BEL)     | + 2' 13" | Mathieu van der Poel (NED) | + 2' 30" |
| Do 23 let | Eli Iserbyt (BEL)   | 50' 54"    | Joris Nieuwenhuis (NED)          | + 28"    | Yan Gras (FRA)             | + 35"    |
| Junioři   | Ben Tulett (GBR)    | 41' 19"    | Tomáš Kopecký (CZE)              | + 22"    | Ryan Kamp (NED)            | + 30"    |
| Ženy      |                     |            |                                  |          |                            |          |
| Kategorie | Zlato               | Čas        | Stříbro                          | Čas      | Bronz                      | Čas      |
| Elite     | Sanne Cant (BEL)    | 49' 34"    | Katie Compton (USA)              | + 12"    | Lucinda Brand (NED)        | + 26"    |
| Do 23 let | Evie Richards (GBR) | 37' 52"    | Ceylin del Carmen Alvarado (NED) | + 38"    | Nadja Heigl (AUT)          | + 1' 04" |